# Sierra de Neiba
La sierra de Neiba est un massif montagneux situé dans l'Ouest de la République dominicaine, près de la frontière avec Haïti, où elle se prolonge sous le nom de chaîne du Trou d'Eau.
Elle se situe entre la cordillère Centrale au nord et la sierra de Baoruco au sud.